# Vintrie
Vintrie är en bebyggelse i Malmö kommun i Skåne län i den sydvästra delen av kommunen, norr om Yttre Ringvägen mellan Trelleborgsvägen och Lorensborgsgatan. Bebyggelsen avgränsades av SCB från 1990 till 2000 till en småort och från 2000 till 2023 till en tätort, för att från 2023 klassas som en del av tätorten Malmö. Vintrie är också ett delområde i distriktet Bunkeflo, som ingår i stadsdelen Limhamn-Bunkeflo i Malmö stad.  Vintrie hade liksom Bunkeflo by och Naffentorp strandmarker nere vid Öresund, de ingår numera i området Bunkeflostrand. 
Trafikplats Vintrie är sista avfart före Öresundsbron på svenska sidan.

## Historia
Ortnamnet Vintrie är belagt sedan mitten av 1200-talet och tillhör en ortnamnstyp som ofta är använd i Oxie härad. Dess ändelse är en böjningsform av hög (skånska höj) som redan under senmedeltid har blivit till -ie. Förledet kan vara ett gammaldanskt förnamn eller binamn Vint.
I närheten av Vintrie finns det enligt Riksantikvarieämbetets fornminnesinformationssystem
(FMIS) ett stort antal fornlämningar. Huvuddelen är dolda under mark.
Den kunskap om Vintrie under medeltiden som kan erhållas av skriftligt källmaterial är mycket fragmentarisk. 
Bevarade arkivalier där Vintrie omtalas berör i huvudsak av olika former av godstransaktioner. I flera fall handlar det om att godsägare säljer, donerar eller byter bondgårdar som var belägna här.
Man vet att adelssläkten Gagge hade en huvudgård i byn under 1400-talet och att väpnaren Niels Gagge med huvudgård i Vintrie instiftade ett altare i Bunkeflo kyrka. Under 1580-talet bodde 19 skattepliktiga bönder i Vintrie och under 1650-talet, strax innan Skåne blev svenskt, bestod Vintrie av 14 gårdar.
I Vintrie är hemmansklyvningar i princip koncentrerade till två områden. Dels har vi det område strax söder om Bunkeflo kyrka som kom att kallas Lilla Vintrie, dels ett område cirka 1 km nordväst om Katrinetorp som kom att kallas Svågertorp. En anmärkningsvärt stor del av 1700-talets bygränser kring Vintrie är ännu möjliga att följa i landskapet och har sannolikt fortfarande till stor del en fastighetsrättslig funktion.
Fram till Falsterbobanans nedläggning 1971 fanns en järnvägsstation i Vintrie. Stationen anlades 1885 strax söder om Lilla Vintrie då Malmö-Trelleborgs järnväg drogs genom Bunkeflo socken på 1880-talet. Linjen gick från Malmö, via Vellinge, till Trelleborg.
I december 2010 när Citytunneln stod klar blev det åter en järnvägsstation (Hyllie C) i närheten, fast nu 1500 m bort i den angränsande nya stadsdelen Hyllievång. Stationen nås enklast via den gamla banvallen till Falsterbobanan som nu är cykelbana och kallas Tygelsjöstigen.

### Befolkningsutveckling
| Befolkningsutvecklingen i Vintrie 1960–2020             | Befolkningsutvecklingen i Vintrie 1960–2020 | Befolkningsutvecklingen i Vintrie 1960–2020 | Befolkningsutvecklingen i Vintrie 1960–2020 | Befolkningsutvecklingen i Vintrie 1960–2020 |
| ------------------------------------------------------- | ------------------------------------------- | ------------------------------------------- | ------------------------------------------- | ------------------------------------------- |
|                                                         |                                             |                                             |                                             |                                             |
| År                                                      |                                             |                                             | Folkmängd                                   | Areal (ha)                                  |
| 1960                                                    | 1960                                        |                                             | 225                                         |                                             |
| 1970                                                    | 1970                                        |                                             | 200                                         |                                             |
| 1990                                                    | 1990                                        |                                             | 148                                         | 6#                                          |
| 1995                                                    | 1995                                        |                                             | 181                                         | 17#                                         |
| 2000                                                    | 2000                                        |                                             | 203                                         | 18                                          |
| 2005                                                    | 2005                                        |                                             | 338                                         | 19                                          |
| 2010                                                    | 2010                                        |                                             | 670                                         | 30                                          |
| 2015                                                    | 2015                                        |                                             | 777                                         | 46                                          |
| 2020                                                    | 2020                                        |                                             | 791                                         | 63                                          |
| Anm.: Ej tätort 1965-1970 samt 1975-2000. # Som småort. |                                             |                                             |                                             |                                             |